# David Lovering
David Lovering, né le 6 décembre 1961 à Burlington dans le Massachusetts, est le batteur des Pixies. Il fit partie du mythique groupe de rock dès ses débuts en 1986 jusqu'à l’année de leur séparation en 1993, et de 2004 jusqu'à aujourd'hui. Entre-temps, après le split des Pixies, il fit partie des Cracker et des Martinis, le groupe de Joey Santiago.
Il est également magicien sous le pseudo The Scientific Phenomenalist,.
Durant ses années universitaires, David Lovering étudia en électrotechnique au Wentworth Institute of Technology de Boston.